# Яппарова Роза Саітнурівна
Роза Саітнурівна Яппарова (рос. Роза Саитнуровна Яппарова; нар. 2 січня 1949, с. Хансверкіно, Бавлинський район, ТАРСР, РРСФР, СРСР) — директор Татарського державного театру ляльок «Екіят». Заслужений працівник культури Республіки Татарстан (1997) та Росії (2004), член UNIMA. Підписантка листа на підтримку політики президента Росії Володимира Путіна щодо російської військової інтервенції в Україну

## Життєпис
Роза Яппарова народилася 2 січня 1949 року в с. Хансверкіно Бавлинського району Татарської Автономної Радянської Соціалістичної Республіки. Закінчила Казанський державний університет у 1971 році. Викладала російську мову та літературу в середній школі міста Бугульма з 1972 по 1977 рік. 
У 1977—1979 роках заступник директора по дубляжу в Бугульмінській районній газеті. 
З 1979 до 1993 року — завідувачка літературною частиною Татарського театру ляльок «Екіят». 
У 1993 році призначена директоркою Татарського державного театру ляльок «Екіят».

## Позиція стосовно України
У березні 2014 року підписала листа на підтримку політики президента Росії Володимира Путіна щодо російської військової інтервенції в Україну.

## Нагороди та звання
- Медаль Республіки Татарстан «За доблесну працю» (2009)
- Медаль «У пам'ять 1000-річчя Казані» (2005)
- Заслужений працівник культури Російської Федерації (2004)
- Заслужений працівник культури Республіки Татарстан (1997)